# Külföldi pszichológusok listája
Külföldi pszichológusok listája betűrendben
| Ábécé szerinti tartalomjegyzék                                        |
| --------------------------------------------------------------------- |
| A B C Cs D E F G Gy H I J K L M N Ny O P Q R S Sz T Ty U V W X Y Z Zs |

## A
- Robert P. Abelson (1928–2005)
- Alfred Adler (1870-1937) osztrák pszichiáter, individuálpszichológia[1]
- Theodor W. Adorno (1903–1969) német filozófus
- Michael Argyle (1925–2002) brit szociálpszichológus
- Arisztotelész (Kr. e. 384–322) (Poétika c. műve, katarzis)
- Solomon Asch (1907–1996) lengyel születésű pszichológus, Gestaltpszichológia
- Richard C. Atkinson (1929–) amerikai pszichológus
- John William Atkinson (1923–2003) amerikai pszichológus

## B
- Bálint Mihály (1896–1970) magyar származású brit orvos és pszichoanalitikus (Bálint-csoport)[1]
- Albert Bandura (1925–) kanadai származású amerikai pszichológus
- Roland Barthes (1915–1980) francia filozófus
- Franco Basaglia (1924–1980) olasz pszichiáter[1]
- Aaron T. Beck (1921–) amerikai neurológus, pszichoterapeuta és a kognitív viselkedésterápia kidolgozója
- Gregory Bateson (1904–1980) angol származású amerikai pszichológus (1904-1980)[1]
- Vlagyimir Mihajlovics Behtyerev [Vladimir Bekhterev] [Bechterew] (1857–1927) neurológus és pszichiáter (Bechterew-kór)[1]
- David Berliner, teljes neve David C. Berliner (1938–) amerikai pedagógus, a pedagógiai pszichológia professzora[1]
- Siegfried Bernfeld (1892–1953) német pedagógus és pszichoanalitikus[1]
- Bruno Bettelheim (1903–1990) osztrák születésű amerikai gyermekpszichológus és író. (gyermekpszichológia; szociálpszichológia)[1]
- Alfred Binet (1857–1911), francia fejlődéspszichológus; az első használható intelligenciateszt megalkotója (Binet-teszt, a mai IQ teszt őse)[1]
- Otto Binswanger (1852–1929) svájci pszichiáter[1]
- Ludwig Binswanger (1881-1966) svájci pszichiáter, az egzisztenciális pszichológia úttörője,[1]
- Eugen Bleuler (1857–1939) svájci pszichiáter; (szkizofrénia-kutatás)[1]
- Medard Boss (1903-1990) svájci pszichoanalitikus, pszichiáter; létanalízis (Daseinanalyse)[1]
- Josef Breuer (1842–1925) osztrák idegorvos,[1]
- Urie Bronfenbrenner (1917–2005) orosz származású amerikai pszichológus,[1]
- Jerome Bruner (1915–2016) amerikai pszichológus (kognitív pszichológia, tanuláspszichológia);
- Sir Cyril Lodowic Burt Neve röviden: Cyril Burt (1883-1971) angol pszichológus,[1]
- Brian Butterworth (1944–) angol pszichológus, kognitív neuropszichológia
- Charlotte Bühler (1893–1974) német pszichológus (fejlődéspszichológia),[1]
- Karl Bühler (1879–1963) német pszichológus[1] (a Würzburgi Iskola jeles képviselője)
- Max Bürger, teljes neve Max Ferdinand Bürger (1885–1966) német orvos és gerontológus

## C
- William Benjamin Carpenter (1813–1885) angol pszichológus. (Carpenter-effektus)[1]
- Carl Gustav Carus (1789–1869) német orvos, természetfilozófus, pszichológus[1]
- James McKeen Cattell (1860–1944) amerikai pszichológus, Wundt tanítványa[1]
- Jean-Pierre Changeux (1936–) francia neurobiokémikus
- Jean-Martin Charcot (1825–1893) francia neurológus[1]
- Noam Chomsky (1928–) amerikai nyelvész (generatív transzformációs grammatika)[1]
- Édouard Claparède (1873–1940) svájci neurológus és gyerekpszichológus[1]
- Auguste Comte (1798–1857) francia szociológus (pozitivizmus)
- John Conolly (1794–1866) brit pszichiáter[1]

## D
- Charles Robert Darwin (1809–1882) angol természettudós[1]
- Stanislas Dehaene (1965–) francia pszichológus
- Max Dessoir (1867–1947) német filozófus és pszichológus[1]
- Helene Deutsch (1884–1982) lengyel származású amerikai pszichoanalitikus, az 1920-as években S. Freuddal dolgozott[1]
- George Devereux születési neve Dobó György (1908–1985) magyar zsidó családból származó amerikai-francia pszichoanalitikus és néprajztudós. Magyarul megjelent műve: Az etnopszichiátria alapkérdései[1]
- John Dewey (1859–1952) amerikai filozófus, pszichológus és pedagógus[1]
- Wilhelm Dilthey (1833–1911) német filozófus, kultúrtörténész[1]
- David Émile Durkheim (1858–1917) francia szociológus[1]
- Karlfried Graf Dürcheim (1896–1988) német pszichoterapeuta és kultúrfilozófus[1]

## E
- Hermann Ebbinghaus (1850–1909) német pszichológus, emlékezéskutató[1]
- Paul Ekman (1934–) facial expressions
- Albert Ellis (1913–2007), kognitív pszichológus
- Christian von Ehrenfels (1859–1932) osztrák filozófus és pszichológus. (Alaklélektan)[1]
- Irenäus Eibl-Eibesfeldt (1928–2018) osztrák viselkedéskutató[1]
- Manfred Eigen (1927–) német vegyész és szociálbiológus. 1967-ben G. Porterrel együtt kémiai Nobel-díjjal tüntették ki[1]
- Henry Havelock Ellis, ismertebb Havelock Ellis (1859–1939) angol orvos és pszichológus[1]
- Milton Hyland Erickson ismertebb Milton H. Erickson (1901–1980) amerikai pszichiáter és pszichoterapeuta[1]
- Erik Erikson (1902–1994) német származású amerikai pszichológus. (Ifjúságpszichológus)[1]
- Milton H. Erickson (1901–1980) amerikai pszichoterapeuta
- Alfred Victor Espinas (1844–1922) francia filozófus és szociológus[1]
- Hans Eysenck teljes neve: Hans Jürgen Eysenck (1916–1997) német származású brit pszichológus[1]

## F
- Farkas Zoltán (1928–1990?) romániai magyar filozófus, pszichológus
- Gustav Theodor Fechner (1801–1887), német filozófus és fizikus (pszichofizika, Fechner-Weber-féle pszichofizikai törvény)[1]
- Moshe Feldenkrais (1904–1984) izraeli mozgásterapeuta (Feldenkrais-módszer)[1]
- Leon Festinger (1919–1989) amerikai pszichológus (Theory of Cognitive dissonance, 1959)[1]
- Viktor Frankl (1905–1997) osztrák pszichiáter
- Joseph Paul Forgas (1947–) ausztrál szociálpszichológus
- Karl von Frisch teljes neve Karl Ritter von Frisch (1886–1982) Nobel-díjas (1973) osztrák etológus (viselkedéstudomány)
- Marie-Jean-Pierre Flourens (1794–1867), francia orvos, agykutató
- Théodore Flournoy (1854–1920) svájci pszichológus (parapszichológia)[1]
- Auguste-Henri Forel (1848–1931) svájci idegorvos (többek között agykutatással foglalkozott)[1]
- Michel Foucault teljes neve Paul-Michel Foucault (1926–1984) francia író és filozófus. (Számos művét lefordították magyar nyelvre)[1]
- Viktor Emil Frankl (1905–1997) osztrák pszichiáter és pszichoterapeuta[1]
- Anna Freud (1895–1982) pszichoanalízissel foglalkozott[1]
- Sigmund Freud (1856–1939) osztrák neurológus és pszichiáter[1]
- Erich Fromm (1900–1980) német származású amerikai filozófus és pszichológus. (Számos művét lefordították magyar nyelvre)[1]

## G
- Hans-Georg Gadamer (1900-2002) német filozófus (fő műve Wahrheit und Methode, 1960; magyar fordítása Igazság és módszer, 1984).[1]
- Nathaniel Gage teljes neve Nathaniel Lees Gage (1917-2008) amerikai pszichológus, pedagógus, egyetemi tanár; kutatási területe volt: tanári hatékonyság, tanárképzés;[1]
- Robert M. Gagné teljes neve Robert Mills Gagné (1916-2002) amerikai pszichológus;[1]
- Franz Gall (1758-1828) német orvos (frenológia)[1]
- George Gallup Teljes neve George Horace Gallup (1901–1984) statisztikus, Gallup Intézet (American Institute of Public Opinion; AIPO) létrehozója az USA-ban (1935);[1] Gallup Intézet
- Francis Galton (1822-1911) angol természettudós és antropológus.[1]
- David C. Geary (1957) amerikai pszichológus
- Viktor Emil von Gebsattel (1883-1976) német pszichoterapeuta (keresztény-katolikus alapokra helyezett antropológiai irányzat képviselője)[1]
- Jean Gebser (1905-1973) német kultúrfilozófus,[1]
- Arnold Gehlen (1904-1976) német filozófus és szociológus. (Műve például: Der Mensch, 1940; magyar kiad.: Az ember : természete és helye a világban, 1976.);[1]
- Moritz Geiger (1880-1937) német filozófus,[1]
- Theodor Geiger teljes neve Theodor Julius Geiger (1891-1952) német szociológus;[1]
- Agostino Gemelli (1878-1959) olasz filozófus és pszichológus,[1]
- Arnold Gesell (1880-1961) amerikai pszichológus (fejlődési tesztek)[1]
- Hans Giese teljes neve Hansernst Friedrich Giese (1920-1970) német pszichiáter és pszichoterapeuta (1950-ben szexológiai kutatóintézetet alapított Frankfurt am Mainban),[1]
- James Jerome Gibson (1904-1979) amerikai pszichológus
- Carol Gilligan (1936) amerikai feminista pszichológus
- Haim Ginott (1922-1973) gyermekpszichológus
- Camillo Golgi (1843–1926) olasz anatómus (Golgi-apparátus)
- Israel Goldiamond, behavioral psychologist and a founder of behavior modification (megíratlan szócikk bármely nyelvű wikiben, 2012. febr. 9.)
- Lucien Goldmann (1913-1970) francia filozófus és szociológus
- Edith S. Lisansky Gomberg, clinical psychologist & alcoholism researcher (megíratlan szócikk a wikiben, 2012. febr. 9.)
- Thomas Gordon (1918-2002) amerikai pszichológus
- Jane Goodall Teljes neve: Dame Jane Morris Goodall, (születési neve: Valerie Jane Morris-Goodall)(sz. 1934) főemlősöket kutató brit primatológus.[1]
- Stanislav Grof (1931) cseh pszichiáter, 1967-től az USA-ban él. (New Age);[1]
- Karl Groos (1861-1946) német filozófus és pszichológus,[1]
- Hans Walter Gruhle (1880-1958) német pszichiáter.[1]
- Joy Paul Guilford (1897-1987) amerikai pszichológus (kreativitás).[1]
- Jeffrey Guterman (1958) amerikai mentálhigiénés tanácsadó, oktató, szerző;

## H
- Jürgen Habermas (1929) német szociológus és filozófus.[1]
- Friedrich Hacker (1914-1989) osztrák származású amerikai pszichiáter.[1]
- Samuel Hahnemann teljes neve Christian Friedrich Samuel Hahnemann (1755-1843) német orvos, orvosi író és fordító (homeopátia),[1]
- Heinz Hartmann (1894-1970) osztrák származású amerikai pszichoanalitikus,[1]
- Kaspar Hauser (1812-1833) titokzatos talált gyermek a 19. századi Németországban (Kaspar Hauser-kísérlet)
- Georg Wilhelm Friedrich Hegel (1770-1831) német filozófus.[1]
- Martin Heidegger (1889-1976) német filozófus.[1]
- Robert Heiß (1903-1974) német filozófus és pszichológus (személyiséglélektan, pszichodiagnosztika)[1]
- Hermann Ludwig von Helmholtz (1821-1894) német orvos és fizikus, fiziológus
- Andreas Helmke (1945. július 26.) német pszichológus, egyetemi tanár, kutatási ter.: fejlődéslélektan, neveléslélektan,[2]
- Willy Hellpach (1877-1955) német pszichológus és politikus (geopszichológia);[1]
- Hartmut von Hentig (1925) német pedagógus (iskolalaboratórium)[1] magyar nyelven megjelent műve: Miért kell iskolába járnom? Mozaik Kiadó, 2006
- Johann Friedrich Herbart (1776-1841) német filozófus, pszichológus és pedagógus (tudattalan pszichológiája)[1]
- Theo Herrmann (1929) német pszichológus (pszicholingvisztika);[1]
- Richard Herrnstein, amerikai pszichológus;
- Hildegard Hetzer (1899-1991) osztrák gyermek- és ifjúságpszichológus (miliőbefolyás, tesztek)[1]
- Gustav Richard Heyer (1890-1967) osztrák orvos és pszichoterapeuta.[1]
- Hippokratész görög orvos.[1]
- Ernest Hilgard (1904-2001) amerikai pszichológus[2]
- Magnus Hirschfeld német orvos és szexológus. (Legismertebb műve: Sexualpathologie).[1]
- Peter R. Hofstätter teljes neve Peter Robert Hofstätter (1913-1994) osztrák szociálpszichológus.[1]
- Rudolf Maria Holzapfel (1874-1930) lengyel születésű osztrák pszichológus és filozófus.[1]
- Klaus Holzkamp (1927-1995) német pszichológus (kritikai pszichológia).[1]
- George Casper Homans teljes neve George Casper Homans (1910–1989) amerikai szociológus (kiscsoportkutatás),[1]
- Max Horkheimer (1895-1973) német filozófus és szociológus. (Adornóval megalapította a Frankfurti Iskolát).[1]
- Karen Horney (1885-1952) német származású amerikai pszichoanalitikus,[1]
- Clark L. Hull teljes neve Clark Leonard Hull (1884-1952) amerikai pszichológus (tanulás)
- David Hume (1711-1776) skót filozófus és történész (empirizmus).[1]
- Nicholas Humphrey (1943) teljes neve Nicholas Keynes Humphrey brit pszichológus (Humphrey-effektusok?);
- Huncik Péter (1951) szlovákiai magyar pszichiáter, politikus és író
- Torsten Husén (1916-2009) svéd pedagógus és pszichológus, kut. területe: pszichológia, összehasonlító pedagógia,[2]

## J
- J. H. Jackson (1835-1911) angol szemész és idegorvos (Jackson-féle törvény)
- Erich Rudolf Jaensch (1883-1940) német pszichológus és filozófus (eidetika) (wikiben nincs róla szócikk);[1]
- James Hillman (1926) amerikai pszichológus,
- William James (1842-1910) amerikai filozófus és író (James-Lange-érzelemelmélet)[1]
- Pierre Janet (1895-1947) francia pszichológus, Charcot tanítványa (személyiségelmélet);[1]
- Irving Janis teljes neve Irving Lester Janis (1918-1990) amerikai szociálpszichológus
- Arthur Janov (1924) amerikai pszichológus és pszichoterepauta
- Karl Jaspers (1883-1969) német filozófus (számos művét magyarra is lefordították)[1]
- Friedrich Jodl (1849-1914) német filozófus és pszichológus;[1][1]
- Adolf Jost teljes neve Adolf Lothar Jost (1870-1920) osztrák pszichológus (Jost-féle törvények)[1]
- Carl Gustav Jung (1875-1961) svájci pszichiáter

## K
- Daniel Kahneman, prospect theory, Nobel Prize in Economics winner (2002)
- Jurij Karandasev orosz pszichológus[2]
- Friedrich Kainz (1897-1977) osztrák filozófus és nyelvpszichológus;[1]
- Immanuel Kant (1724-1804) német filozófus[1]
- Søren Aabye Kierkegaard (1813-1855) dán filozófus és teológus. Számos műve olvasható magyarul, köztük A szorongás fogalma (1993)[1]
- Alfred Charles Kinsey (1894-1956) amerikai biológus (Kinsey-jelentés)[1]
- Ludwig Klages teljes neve Friedrich Konrad Eduard Wilhelm Ludwig Klages(1872-1956) német filozófus és pszichológus (karakterológia)[1]
- Harry Klinefelter teljes neve Harry Fitch Klinefelter (1912-1990) amerikai orvos (Klinefelter-szindróma); Klinefelter élete, munkássága
- Friedhart Klix (1927) német pszichológus (kut. területe: általános lélektan információelméleti alapon)
- Lawrence Kohlberg, developmental psychologist
- Kurt Koffka (1886-1941) német származású amerikai pszichológus (alaklélektan)
- Kurt Kolle (1898-1975) német pszichiáter (jellemkutatás, lelki zavarok);[1]
- Wolfgang Köhler (1887-1967) was a German-American psychologist and phenomenologist (alaklélektan)
- René König (1906-1992) német szociológus, empirikus társadalomkutató;[1]
- Emil Kraepelin (1856-1926) német ideggyógyász (pszichés megbetegedések rendszerének kidolgozása)
- Richard von Krafft-Ebing (1840-1902) (nemi ösztön változatai, kriminalisztika)
- Ernst Kretschmer (1888-1964) német pszichiáter (karakterológia)
- Oswald Kroh (1887-1955) német pszichológus (érzékelés, fejlődéslélektan)[1]
- Felix Krueger (1874-1948) német pszichológus (egész pszichológia, Lipcsei Iskola megalapítója)
- Oswald Külpe (1862-1915) német filozófus és pszichológus (gondolkodás-lélektan, a Würzburgi Iskola megalapítója);[1]
- Fritz Künkel (1889-1956) német származású amerikai orvos és pszichológus (karakterológia);[1]

## L
- Jacques Lacan teljes neve Jacques Marie Émile Lacan (1901-1981) francia pszichoanalitikus (a tudattalan szerkezete olyan, mint egy nyelvé)[1]
- George Lakoff (1941) amerikai kognitív nyelvész
- Jean-Baptiste Lamarck teljes neve Jean-Baptiste Pierre Antoine de Monet, Chevalier de la Marck (1744-1829) francia természettudós (lamarckizmus)[1]
- Karl Lashley teljes neve Karl Spencer Lashley (1890–1958) amerikai pszichológus (behaviorizmus)[1]
- D. H. Lawrence teljes neve David Herbert Richards Lawrence (1885-1930) brit író (a korabeli szexuális emancipációt segítette)[1]
- Lázár Sándor romániai magyar pszichológus
- Paul Lazarsfeld teljes neve Paul Felix Lazarsfeld (1901-1976) osztrák származású amerikai szociológus (munkanélküliek, tömegkommunikáció)[1]
- Gustave Le Bon (1841-1931) francia szociálpszichológus (tömeglélektan)[1]
- Hans Lenk (1935–2024) német filozófus (kritikai racionalizmus)[1]
- Alekszej Nyikolajevics Leontyjev (1903-1979) orosz pszichológus, a tevékenység-elmélet megalapítója.
- Philipp Lersch (1898-1972) német pszichológus (karakterológia)
- Claude Lévi-Strauss (1908-2009) francia szociológus (strukturalista módszer)[1]
- Kurt Lewin (1890-1947) német származású amerikai pszichológus (alaklélektanban a Berlini Iskola képviselője)[1]
- Robert Jay Lifton (1926) amerikai pszichiáter
- Theodor Lipps (1851-1914) Német filozófus és pszichológus (belső tapasztalás; Lipps-Meyer jog)[1]
- Elizabeth Loftus (1944) amerikai pszichológus (memóriakutatás; félretájékoztatás témája)
- Cesare Lombroso (1836-1909) olasz orvos, antropológus (szociálantropológiai osztályozás)[1]
- Konrad Lorenz (1903-1989) osztrák zoológus és pszichológus (viselkedéstudomány, 1973-ban tüntették ki Nobel-díjjal)
- Hermann Lotze teljes neve Hermann Rudolf Lotze (1817-1881) német filozófus és pszichológus[1]
- Abraham Low (1891-1954) zsidó származású amerikai orvos, neurológus, neuropszichiáter, 1927-től amerikai állampolgár (sokat tett a pszichiátriai és mentálhigiénés közösségekért, Recovery International alapítója)
- Niklas Luhman (1927) német szociológus és magatartástudománnyal foglalkozó szakember[1]

## M
- William McDougall (1871-1978) angol-amerikai pszichológus
- Valentin Magnan (1835-1946) francia pszichiáter az abszintizmus, mint önálló betegség leírója.
- Anton Szemjonovics Makarenko (1888-1939) orosz író, pedagógus (család nélkül felnövekvő fiatalok közösségében volt nevelő, ezzel a munkával kapcsolatos tapasztalatait írta le könyveiben, pl. Út az életbe)[1]
- Hendrik de Man (1885-1953) belga politikus és szociálpszichológus (a munkások szocialista mozgalmát azok közvetlen szociális szükségleteiből vezette le)[1]
- Herbert Marcuse (1898-1979) német származású amerikai filozófus és szociológus (S. Freud ösztön- és kultúraelméletét Marx tételeivel próbálta összekapcsolni; magyarul Ész és forradalom, 1982.)[1]
- Karl Marx (1818-1883) német filozófus[1]
- William H. Masters teljes neve William Howell Masters (1915-2001) amerikai nőgyógyász (szexológia, a szexuális viselkedés kutatása)
- Abraham Maslow teljes neve Abraham Harold Maslow (1908-1970) amerikai pszichológus (a humanisztikus pszichológia megalapítója)[1]
- Marcel Mauss (1852-1950) francia szociológus, etnológus és vallástörténész (strukturális antropológia; hatott rá É. Durkheim, Mauss elméletét fejlesztette tovább Lévi-Strauss)[1]
- Elton Mayo teljes nevén George Elton Mayo (1880-1949) ausztrál, amerikai pszichológus, szociológus. (munkapszichológia, Hawthorne-vizsgálat)[1]
- William McDougall (1863-1931) angol-amerikai pszichológus (személyiségmodell)[1]
- George Herbert Mead (1863-1931) amerikai filozófus és szociálpszichológus[1]
- Margaret Mead (1901-1978) amerikai etnológus[1]
- Maurice Merleau-Ponty (1908-1961) francia filozófus (fenomenológiai irányzat)[1]
- Miklós Jenő (Csíkszereda, 1945. február 15. – ) romániai magyar vegyészeti szakíró, parapszichológus
- Robert K. Merton teljes neve Robert King Merton (1910-2003) amerikai szociológus (T. Parsons tanítványa, tömegkommunikációs eszközök társadalmi hatása)[1]
- Franz Mesmer teljes neve Franz Anton Mesmer (1734-1815) német orvos (állati mágnesesség tana, mesmerizmus)[1]
- August Messer (1867-1934) német filozófus, pszichológus (gondolkodás pszichológiája)[1]
- Stanley Milgram (1933-1984) amerikai szociálpszichológus
- James Mill (1773-1836) brit történész és közgazda (asszociációs pszichológia kidolgozója)[1]
- George Armitage Miller (1920) amerikai pszichológus
- Alice Miller (1923-1910) svájci írónő és pszichoterapeuta (korai narcisztikus sérülések)[1]
- Walter Mischel (1930–2018) bécsi származású amerikai pszichológus (személyiség modell) angol, német wiki
- Alexander Mitscherlich teljes neve Alexander Harbord Mitscherlich (1908-1982) német orvos és pszichoanalitikus (pszichoszomatika)[1]
- Margarete Mitscherlich (1917-) német orvos, pszichoanalitikus és szociálpszichológus[1]
- Walther Moede (1888-1958) német pszichológus (kísérleti pszichológia, alkalmazott pszichológia)[1]
- Jakob Moleschott (1822-1893) holland fiziológus és filozófus (a gondolkodás képessége kémiai folyamat)[1]
- Maria Montessori (1870-1952) olasz orvos és pedagógus (motiváló játék, Montessori-iskolák)[1]
- Jacob L. Moreno teljes neve Jacob Levy Moreno, születési neve Jacob Levy (1889-1974) bukaresti születésű amerikai orvos, pszichiáter, szociológus (szociometria)[1]
- Desmond Morris teljes neve Desmond John Morris (1928) angol viselkedéskutató (nem verbális kommunikáció)[1]
- Henry Alexander Murray (1893-1988) amerikai pszichológus
- Richard Müller-Freienfels (1882-1949) német filozófus és pszichológus. (életpszichológia, kultúrpszichológia)[1]
- Hugo Münsterberg (1863-1916) német-amerikai pszichológus és filozófus (az alkalmazott pszichológia egyik megalapítója)[1]

## N
- David Navon (1927) pszichológus
- A. S. Neill teljes neve Alexander Sutherland Neill (1883-1973) skót pedagógus (az antiauriter nevelés képviselője)[1]
- Ulric Neisser (1928) zsidó származású német-amerikai kognitív pszichológus
- Friedrich Nietzsche német filozófus és filológus.[1]

## O
- José Ortega y Gasset (1883-1955) spanyol filozófus és író[1] (számos művét lefordították magyar nyelvre)

## P
- Vilfredo Pareto teljes neve Vilfredo Federico Damaso Pareto, születési neve Wilfried Fritz Pareto (1848-1923) francia olasz közgazdász és szociológus. (az emberi viselkedést vizsgálta természettudományos módszerekkel, műve magyar nyelven: Általános szociológia, 1995);[1]
- James Parkinson (1755-1824) brit orvos (Parkinson-kór)[1]
- Talcott Parsons (1902-1979) amerikai szociológus (szociális rendszerek analitikus modellje)[1]
- Ivan Petrovics Pavlov (1849-1936) orosz fiziológus és neurológus[1]
- Karl-Josef Pazzini (Düren, 1950. augusztus 19.) német pedagógus, pszichoanalitikus, esztéta, művészetpszichológus, a Hamburgi Egyetemen tanít;[2]
- Fritz Perls teljes neve Friedrich Salomon Perls (1893-1970) német származású amerikai pszichiáter és pszichoterapeuta (Gestalt-terápia)[1]
- Karl Pearson (1857-1936) angol matematikai statisztikus, az eugenetika támogatója
- Johann Heinrich Pestalozzi (1746-1827) svájci nevelő és oktatásreformer[1]
- Alexander Pfänder (1870-1941) német filozófus és pszichológus (leíró pszichológiai kutatások)[1] (
- Jean Piaget (1896-1980) svájci pszichológus[1]
- Arnold Pick (1851-1924) cseh neurológus és pszichiáter (Pick-betegség)[3]
- Philippe Pinel (1745-1826) francia orvos és pszichiáter (pszichés betegségek okait kutatta)[1]
- Helmuth Plessner (1892-1985) német filozófus (antropológiai nézőpont)[1]
- Johann Christian Poggendorff (1796-1877) német fizikus, kémikus (Poggendorf-féle illúzió)[1]
- Karl Popper teljes neve Sir Karl Raimund Popper (1902-1994) osztrák származású brit filozófus (a kritikai racionalizmus megalapítója, számos művér lefordították magyar nyelvre)[1]
- Neil Postman (1931-2003) amerikai médiaszociológus (a nevelés esélyei és lehetőségei a televízió és az elektronikus média korában)[1]
- Steven Pinker teljes neve Steven Arthur Pinker (1954) kanadai-amerikai pszichológus, kognitív tudós, nyelvész.
- Prométheusz ókori görög mondalak, aki ellopta Zeusztól a tüzet. A tűz ellopása az emberi civilizáció kulturáis fejlődését szimbolizálja.[1]
- Jan Evangelista Purkyně prágai szerzetes, fiziológus (Purkinje-jelenség)Purkinje, Johannes Evangelista Ritter von

/Purkinje-jelenség lásd Pszichológiai lexikon, 2007 i. m. 383. p./

## R
- Alfred Radcliffe-Brown teljes neve Alfred Reginald Radcliffe-Brown (1881-1955) angol szociológus és néprajzkutató (funkcionalizmus)[1]
- Otto Rank (1884-1939) osztrák pszichoanalitikus
- Anatol Rapoport, mathematical psychologist
- Wolfgang Ratke vagy Ratichius (1571-1635) (módszertani tankönyv)[1][1]
- Wilhelm Reich (1897-1957) osztrák származású amerikai orvos és pszichoanalitikus. Bécsben Freud munkatársa volt.[1]
- Theodor Reik (1888-1969) osztrák-amerikai pszichoanalitikus, S. Freud tanítvány
- Horst-Eberhard Richter (1923) német pszichiáter és pszichoanalitikus.[1]
- Paul Ricœur (1913-2005) francia filozófus (több kötetét magyarra is lefordították.[1]
- David Riesman (1909-2002) amerikai szociológus.[1]
- Henry L. Roediger III (1947) amerikai pszichológus
- Carl Rogers teljes neve Carl Ransom Rogers (1902-1987) amerikai pszichológus (kliensközpontú terápia)
- Hubert Rohracher (1903-1972) osztrák pszichológus (személyiségkutatás, általános lélektan)
- Moritz Heinrich Romberg (1795-1873) német orvos, neurológus (Romberg-féle jel, avagy Romberg-féle tünet)[1]
- Hermann Rorschach (1884-1922) svájci pszichiáter és pszichoanalitikus. (tesztvizsgálatokat dolgozott ki; Rorschach-próba, Mérei Ferenc írt róla, megjelent 2001-ben)[1]
- David Rosenhan David L. Rosenhan (1929) amerikai pszichológus
- Erich Rothacker (1888-1965) német filozófus és pszichológus[1]
- Jean-Jacques Rousseau (1712-1778) francia író és filozófus[1]
- Szergej Leonyidovics Rubinstejn (1889-1960) szovjet pszichológus és filozófus (ismeretelmélet, általános pszichológia)[1]

## S
- Sabina Spielrein (1885-1942) zsidó származású orosz pszichiáter
- Peter Salovey, emotions, emotional intelligence;
- Jean-Paul Sartre (1905-1980) francia író és filozófus[1]
- Max Scheler (1874-1928) német filozófus (Műve magyarul: A formalizmus az etikában és a materiális értéketika, 1979);[1]
- Arthur Schopenhauer (1788-1860) német filozófus[1]
- Moritz Schreber teljes neve Daniel Gottlob Moritz Schreber (1808-1861) német orvos és pedagógus (mozgássérültekkel való fogl., mint pszichiáter fiával foglalkozott);[1]
- Johannes Heinrich Schultz (1884-1970) német pszichiáter és pszichoterepauta (autogén tréningek);[1]
- Harald Schultz-Hencke (1892-1953) általános orvos (neopszichoanalízis képviselője Németországban);[1]
- Al Seckel (1958) cognitive scientist, skeptic, and designer of the Darwin fish
- Martin Seligman (1942) amerikai pszichológus
- Alan Shapiro (1926-2011) amerikai reformpedagógus
- Georg Simmel (1858-1918) német filozófus és szociológus;[1]
- Herbert Simon, cognitive psychologist, Nobel Prize in Economics winner (1978)
- Burrhus Frederic Skinner teljes neve Burrhus Frederic Skinner (1904-1990) amerikai pszichológus (behaviorizmus; „Skinner-boksz”, azaz feladatketrec)[1]
- Herbert Spencer (1820-1903) angol filozófus, szociológus (műveit többek közt Jászi Oszkár, Vámbéry Rusztem fordította magyar nyelvre, pszichológiai továbbfejlesztője Posch Jenő (1859-1923) volt,[4]
- Eduard Spranger (1882-1963) német filozófus, pedagógus és pszichológus (karakterológia)[1]
- William Stern születési neve Louis William Stern (1871-1938) német-amerikai pszichológus és filozófus (személyiségpszichológia, a gyermeki fejlődés kutatója, karakterológia)[1]
- Max Stirner eredeti neve Johann Kaspar Schmidt (1806-1856) német filozófus és újságíró (szolipszizmus)[1]
- George Malcolm Stratton (1865-1957) amerikai pszichológus (Stratton-féle kísérlet)[1]
- Robert Sternberg, intelligence & creativity;

## T
- David Orme Tall (1941) brit matematikai gondolkodó, a matematikai gondolkodás pszichológiája témakört is érintik kutatásai
- Theophrasztosz (Kr. e. 372-2887) görög filozófus (karakterológia)[1]
- W. I. Thomas teljes neve William Isaac Thomas (1863-1947) amerikai szociológus;[1]
- Edward Lee Thorndike (1874-1949) amerikai pszichológus (tanuláslélektan; állatkísérletei problémaketreccel)[1]
- Louis Leon Thurstone (1887-1955) amerikai pszichológus (intelligenciakutatás, „Thurstone-skála”)[1]
- Nikolaas Tinbergen Nikolaas "Niko" Tinbergen (1907-1988) holland Nobel-díjas (1973) biológus, etológus, ornitológus (viselkedéstudomány)
- Edward Bradford Titchener (1867-1927) angol pszichológus
- Edward C. Tolman teljes neve Edward Chace Tolman (1886-1959) amerikai pszichológus (behaviorizmus)[1]
- Michael Tomasello (1950) amerikai pszichológus
- Ellis Paul Torrance (1915-2003) amerikai pszichológus
- Ernst Christian Trapp (1745-1818) német pedagógus (a pedagógiai pszichológia megalapozásán munkálkodott);[1]
- Endel Tulving (1927) kanadai neurológus (epizodikus emlékezet)
- H. H. Turner amerikai hormonkutató orvos, aki 1938-ban fedezte fel a Turner-kórt;[1] magyar wikiben Turner-szindróma megírva; H. H. Turner orvos életrajzát nem találtam
- Tüdős István (Brassó, 1943-) sportpszichológus, egyetemi tanár
- Amos Nathan Tversky (1937-1996) izraeli-amerikai pszichológus
- Edward Burnett Tylor teljes neve Sir Edward Burnett Tylor (1832-1917) angol antropológus

## V
- Váradi Goia János (1946-) romániai magyar ideggyógyász, pszichiáter és pszichológus
- Veress Albert (pszichiáter) (1948-) romániai magyar orvos, pszichiáter
- Vaskovics László Árpád (1936-) szlovákiai magyar származású német filozófus, pszichológus, szociológus.
- Lev Szemjonovics Vigotszkij (1896-1934) orosz pszichológus, a pszichológia kultúr-históriai irányzatának megalapítója.
- Vizi Ildikó (1940-) romániai magyar gyógypedagógus, pszichológus

## W
- Henri Wallon teljes neve Henri Paul Hyacinthe Wallon (1879-1962) francia filozófus és pszichológus.
- John B. Watson teljes neve John Broadus Watson (1878-1958) amerikai pszichológus (behaviorizmus)[1]
- Paul Watzlawick (1921-2007) osztrák származású amerikai pszichológus és filozófus, pszichoterepauta, kommunikációkutató (Magyarra lefordított műve: A helyzet reménytelen, de nem súlyos, 1989);[1]
- Ernst Heinrich Weber (1795-1878) német orvos (kísérleti pszichológia megalapítója)
- Max Weber (1864-1920) német szociológus („megértő szociológia”; Weber-Fechner-törvény)[1] és közgazdász; angol, német wiki
- Wéber Cecília (1944-) romániai magyar pszichológus
- David Wechsler, intelligence testing
- George Weinberg, coiner of the word "homophobia"
- Carl Wernicke (1848-1905) német fiziológus
- Max Wertheimer (1880–1943) was a Czech-born psychologist (alaklélektan)
- Otto Weininger (1880-1903) osztrák pszichológus és filozófus (a nő ösztönlény, a férfi észlény, ez volt a tanítása)[1] angol, német wiki
- Viktor Freiherr von Weizsäcker (1886-1957) német orvos (antropológia, pszichoszomatika)[1]
- Max Wertheimer (1880-1943) prágai születésű német-amerikai pszichológus, a Berlini Iskola egyik alapítója (alaklélektan)[1]
- Leopold von Wiese névváltozata: Leopold Max Walther von Wiese und Kaiserswaldau (1876-1969) német szociológus (kapcsolattan);[1]
- Donald Winnicott teljes neve Donald Woods Winnicott (1896-1971) brit gyermekorvos (kisgyermek fejlődéslélektana; „valódi én”, „hamis én”)
- Joseph Wolpe (1915-1997) dél-afrikai pszichiáter
- Wilhelm Wundt teljes neve Wilhelm Maximiliam Wundt (1832-1920) német pszichológus, fiziológus[1] (Kísérleti Lélektani Intézetet alapított Lipcsében 1879-ben)

## Z
- Robert Zajonc (1923-2008) lengyel származású amerikai szociálpszichológus
- Bluma Zeigarnik (1900-1988) litván-szovjet pszichológus és pszichiáter.
- Zörgő Benjamin (1916-1980) romániai magyar pszichológus, lélektani szakíró